# Norbert Lechner
Norbert Lechner (Karlsruhe, Alemania, 10 de junio de 1939 - Santiago, Chile, 17 de febrero de 2004) fue un destacado investigador, politólogo y abogado alemán nacionalizado chileno. Obtuvo el grado académico de doctor en ciencias políticas de la Universidad de Friburgo. Fue director de la Facultad Latinoamericana de Ciencias Sociales desde 1988 hasta 1994. También fue galardonado con el Premio Municipal de Santiago, en la categoría ensayo, gracias a su obra Las sombras del mañana, en 2003.

## Biografía
"De esa amplísima recaudación de impresiones personales (en su artículo "Nuestros miedos", de 1998), Lechner, siempre muy cauteloso, extrajo dos conclusiones: o bien la sociedad de mercado engendraba miedos colaterales o, lo más probable, su funcionamiento mismo se basaba en la producción subjetiva de miedo. Vivir bajo las condiciones de su lógica significaba arrastrar inevitablemente un miedo severo en las espaldas. Y al final se preguntaba de manera profética: ¿qué pasará cuando la gente se rebele contra sus miedos?": Ilán Semo.

Desde 1965 y hasta 1967, Lechner estudió, becado por la Fundación Konrad Adenauer, en el Instituto de Estudios Políticos, donde obtuvo el grado académico de doctor en ciencias políticas de la Universidad de Friburgo, mediante su tesis El proceso de democratización en Chile. En 1970, fue profesor visitante en la Universidad Católica de Córdoba, en Argentina. En 1971, se trasladó a Chile, donde trabajó hasta 1973 en el Centro de Estudios de la Realidad Nacional de la Pontificia Universidad Católica de Chile. Desde 1974 y hasta 1976, fue experto asociado a la Unesco mediante la Facultad Latinoamericana de Ciencias Sociales. Continuó trabajando como profesor investigador para la Facultad Latinoamericana de Ciencias Sociales hasta 1997, y fue director de dicha institución de 1988 a 1994. Finalmente, fue investigador del equipo de Desarrollo Humano Chile del Programa de las Naciones Unidas para el Desarrollo. En agosto de 2003, recibió la nacionalidad chilena. Ese mismo año, fue galardonado con el Premio Municipal de Santiago en la categoría ensayo, gracias a su obra Las sombras del mañana.

## Obras
Cronología de obras
- 1970 - «La democracia en Chile»
- 1977 - «La crisis del estado en América Latina»
- 1984 - «La conflictiva y nunca acabada construcción del orden deseado»
- 1990 - «Los patios interiores de la democracia»
- 2002 - «Las sombras del mañana»
- 2012 - «Obra Completa Vol. I»